# Chapelle Notre-Dame-des-Vertus (Berric)
Pour l’article homonyme, voir Chapelle Notre-Dame-des-Vertus (La Flèche).
La chapelle Notre-Dame-des-Vertus est située au lieu-dit les Vertus, à Berric dans le Morbihan.

## Historique
La chapelle Notre-Dame-des-Vertus fait l’objet d’un classement au titre des monuments historiques depuis le 25 juillet 1930.
Construite de 1485 à 1488, elle a été complétée en 1681, par une sacristie et une fontaine, située à six cents mètres au sud.

## Architecture
La façade occidentale est ouverte d'un portail flamboyant à deux baies en anse de panier, séparées par un trumeau sculpté, surmonté d'un tympan ajouré couronné d'une grande accolade fleuronnée. 
La porte Sud est encadrée par une accolade supportée par un animal et un personnage accroupis. 
Une tribune s'élève contre le pignon Ouest. Elle date du XVIIe siècle et présente les douze apôtres en bas-relief.